# 坎贝尔岛

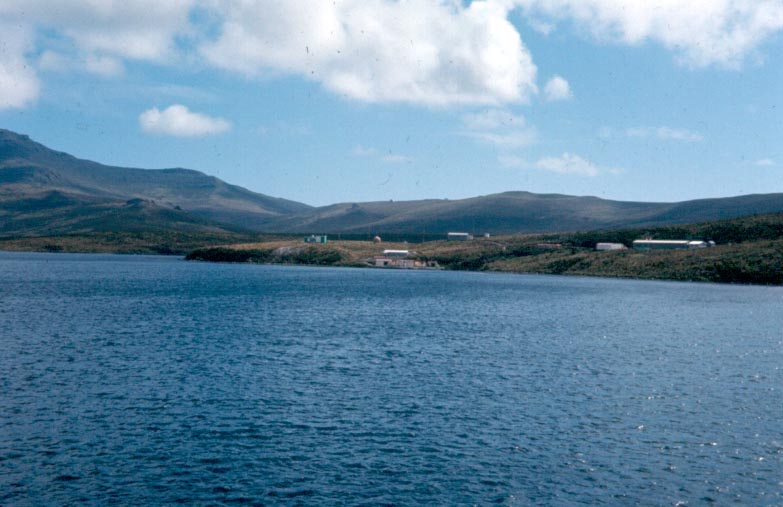
在蜂人小海灣（Beeman Cove）的觀測站，相片來自John Baxter 和 www.aspen-ridge.net

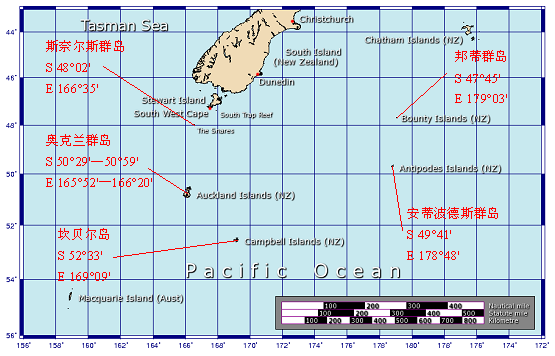
坎貝爾島和其他亞南極群島及紐西蘭南島的相對位置圖

坎貝爾島（英語：Campbell Island）是紐西蘭的一個無人岛屿，是坎贝尔群岛之一。位於南緯52度32分、東經169度9分，面積為115平方公里，是世界遺產亞南極群島的一部分。該島於1810年被發現，後來成為狩獵海豹的據點，因此該島上的海豹幾乎已經滅絕。到1995年為止，該島的北部都設有研究人員進駐的觀測站。